# 金红嘴蜂鸟
金红嘴蜂鸟（学名：Hylocharis chrysura），是雨燕目蜂鸟科的一种鸟类。
金红嘴蜂鸟体重约4.5克，翼长约51.8毫米，嘴峰长约22.8毫米，喙宽度约2.7毫米，喙厚度约2毫米，跗蹠长约4.4毫米，尾长约30.8毫米。金红嘴蜂鸟在其分布区内为留鸟，其栖息在半开放的高大树木组成的森林中，食性为草食性，主要食物来源是植物的花蜜。
金红嘴蜂鸟分布于玻利维亚至巴拉圭、乌拉圭、巴西东南部和阿根廷北部。该物种是单型物种，没有亚种分化。